# Achtzylindermotor

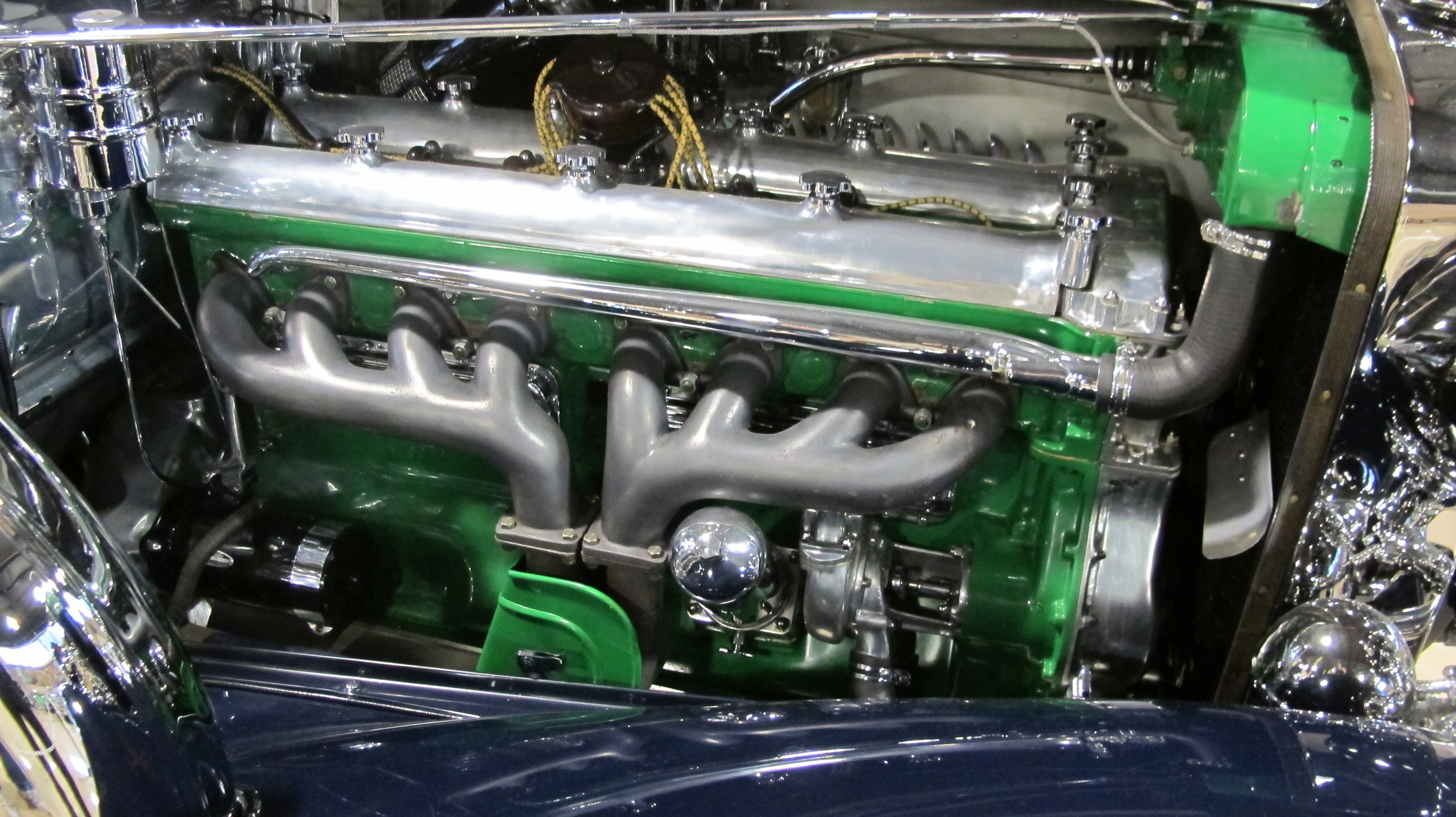
Achtzylinder-Reihenmotor eines Duesenberg J

Achtzylinder-Reihenmotor mit Zündfolge 1-4-7-3-8-5-2-6

Achtzylinder sind Hubkolbenmotoren, die nach dem Otto- oder Dieselverfahren arbeiten können.

## Bauarten

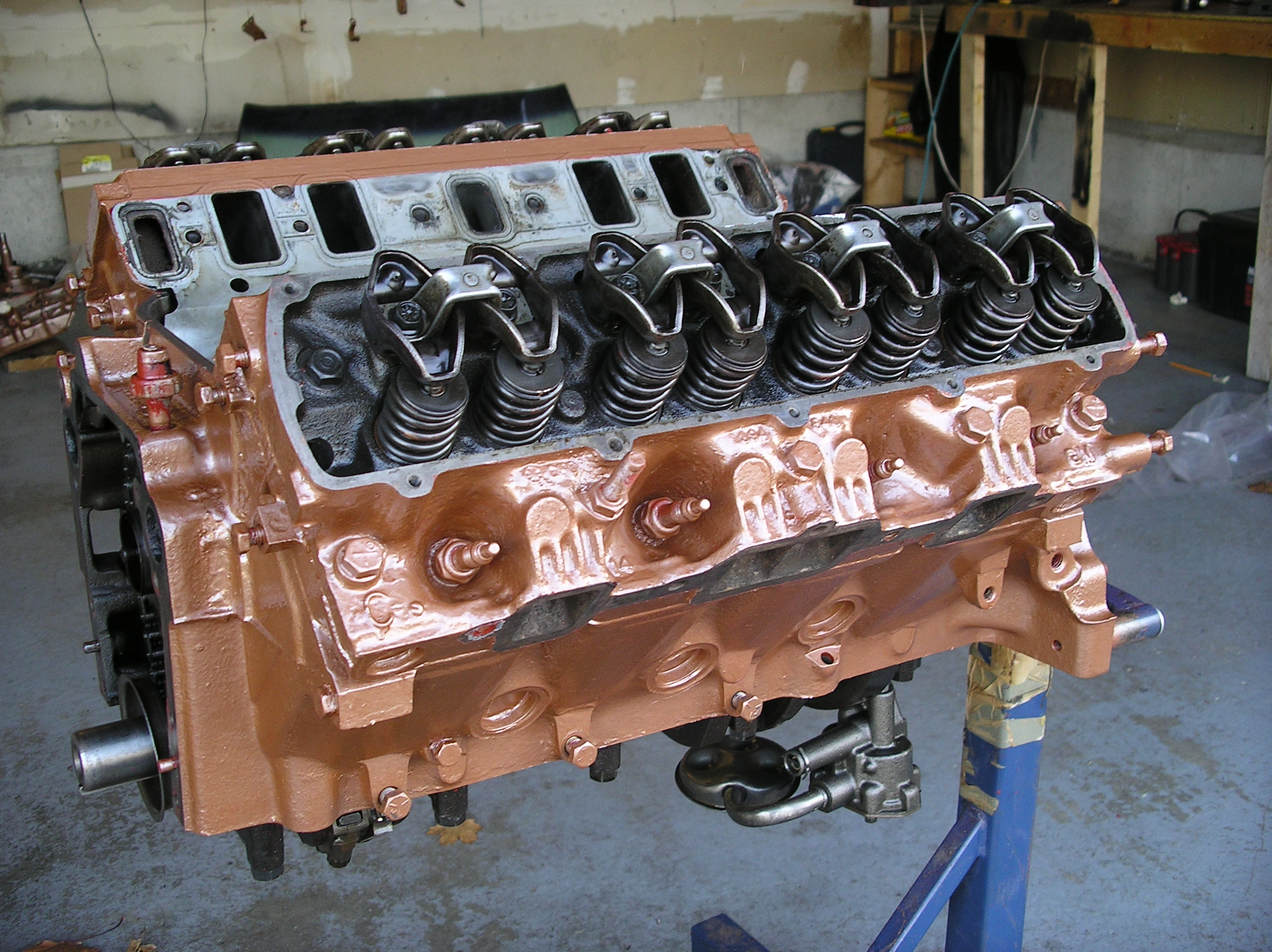
V8-Motor

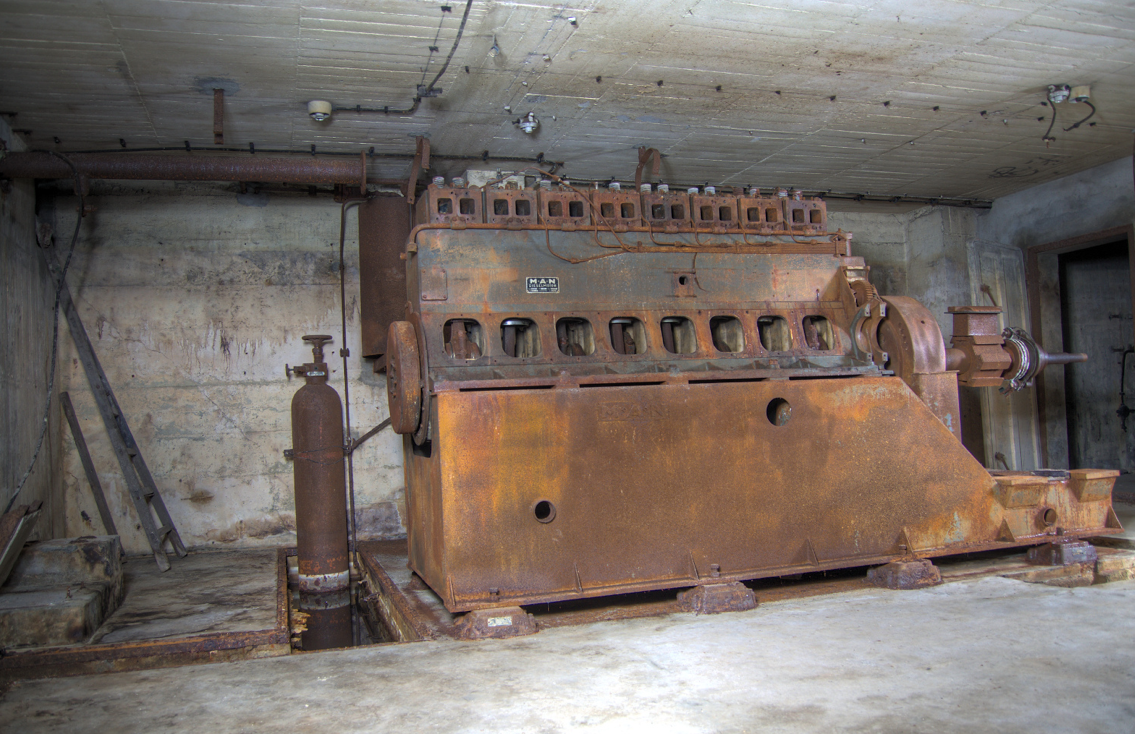
Reihen-Achtzylinder-Schiffsdiesel eines Notstromaggregats im Anhalter Hochbunker Berlin, 2014

Ein Achtzylinder ist heute meist ein V-Motor, selten auch ein Boxer- oder W-Motor. Achtzylinder-Reihenmotoren sind wegen ihrer Baulänge typisch als Schiffsdiesel, Lokomotivenantriebe und Notstromaggregate.

## Anwendungen
Der Achtzylinder-Verbrennungsmotor wird am häufigsten als Antrieb von Lastkraftwagen, von Personenkraftwagen der oberen Mittelklasse und der Oberklasse sowie von Sportwagen eingesetzt. Außerdem dient er dem Antrieb von Schienenfahrzeugen, leichten Flugzeugen (Boxermotoren US-amerikanischer Hersteller wie Lycoming und Continental) sowie als stationärer Kraftwerksmotor. Von der Daimler-Motoren-Gesellschaft wurden im Ersten Weltkrieg einige hundert Achtzylinder-Reihenmotoren als Flugmotor Mercedes D IV hergestellt, die sich jedoch im Einsatz nicht bewährten.

## Automobilbau
Im Automobilbau ist der Achtzylindermotor fast immer flüssigkeitsgekühlt. Luftgekühlte Modelle (zum Beispiel der V8 in den Tatra-Limousinen Tatra 77 bis 700) waren Ausnahmen. Achtzylinder-Reihenmotoren haben vor allem als Ottomotoren eine exzellente Laufruhe, da wie beim Sechszylinder-Reihenmotor die freien Massenkräfte erster und zweiter Ordnung ausbalanciert sind. Außerdem sind die Zündabstände geringer. Kurbelwellen von Reihenmotoren haben jedoch wegen ihrer Länge Probleme mit Drehschwingungen und dem zu übertragenden Drehmoment. Im Automobilbau wurden Achtzylinder-Reihenmotoren daher nur in den 1920er und 1930er Jahren für Luxusfahrzeuge gefertigt und leisteten zum Beispiel im Bugatti Royale bis zu 220 kW (300 PS). Vereinzelt gab es Reihen-Achtzylinder in den USA noch bis in die 50er Jahre (Buick), dann aber schwenkten alle Anbieter um zur V8-Bauweise. Siehe hierzu auch: Reihen-Achtzylinder.
Die übliche Form von V8-Motoren ist der sogenannte „Crossplane“-V8 mit vier um jeweils 90 Grad versetzten Kröpfungen der Kurbelwelle. Mit geeigneten Gegengewichten an den Kurbelwangen hat dieser Bautyp des V8-Motors einen vollkommenen Ausgleich von freien Massenkräften und -momenten erster und zweiter Ordnung. Zwar ist der Zündabstand insgesamt gleichmäßig, doch nicht innerhalb einer Zylinderbank. In Verbindung mit einer zweiflutigen Abgasanlage (ein Auspuffrohr je Zylinderbank) führt das zum typisch „brabbelnden“ Klang von V8-Motoren US-amerikanischer Hersteller. Als typischer „Cruiser-Motor“ ist der Crossplane-V8 sehr laufruhig, jedoch für hohe Drehzahlen nicht gut geeignet. Typische Grenzdrehzahlen solcher Motoren sind 6.500 oder 7.000 min−1, die jedoch in der Regel nur mit Motoren erreicht werden, deren Ventile durch obenliegende Nockenwellen (OHC) gesteuert werden. Einfachere Motoren, deren Ventilsteuerung mit untenliegender Nockenwelle, Stößeln, Stoßstangen und Kipphebeln arbeitet, wie sie in den USA die Regel waren, erreichen oft nur 4.500 oder 5.000 min−1 und erreichen höhere Leistungen eher dank ihres großen Hubraums, in Pkws bis zu 8,2 (Cadillac)
Liter, Ottomotoren in Klein-Lkw bis zu 16 Liter.
Große V8-Dieselmotoren für Lkw haben in Europa bis zu 19 Liter Hubraum, werden aber nunmehr von Reihensechszylindermotoren abgelöst wegen hoher Verbräuche und Schadstoffemissionen; ihre Grenzdrehzahlen liegen im Bereich 2.300 oder 2.500 min−1. Im Pkw wurden Achtzylinder-Dieselmotoren nur selten verwendet, erstmalig erfolgte dies ab 1977 im Oldsmobile 98. Ab dem Jahr 2000 verbreiteten sich Dieselmotoren mit acht Zylindern und mehr eine Zeit lang auch in hochpreisigen Pkw und Geländewagen.
Seltener ist der hauptsächlich in Hochleistungssportwagen (Ferrari F430, Lotus Esprit V8) verwendete Flatplane-V8 mit einer um 180 Grad gekröpften Kurbelwelle. Die Zündfolge innerhalb einer Zylinderbank ist regelmäßig wie bei einem Vierzylinder-Reihenmotor, es sind kleinere Gegengewichte an den Kurbelwangen als bei Crossplane-Motoren erforderlich. Damit können höhere Drehzahlen erreicht werden. Die Laufruhe ist jedoch schlechter, da freie, nicht ausgeglichene Massenkräfte zweiter Ordnung auftreten. Typische Grenzdrehzahlen solcher Motoren sind 8.500 oder 9.000 min−1. Diese Kräfte wiederum können – wie bei Vierzylindermotoren – mit dem Lanchester-Ausgleich ausgeglichen werden, also mit gegenläufigen Ausgleichswellen mit Unwucht, die mit doppelter Kurbelwellendrehzahl rotieren. Drehzahlen solcher Motoren können im Rennbetrieb 15.000 min−1 erreichen (Formel 1).
Jede geschmiedete Kurbelwelle für einen V8-Motor ist zunächst „flat“, flach geschmiedet. Die Crossplane-Bauform mit den um 90 Grad versetzten Hubzapfen entsteht durch einen nachfolgenden, aufwendigen „Twist“-Vorgang (Verdrehen) in der Warmumformung, bei dem in einer zweiten Schmiedegesenk-Vorrichtung zwei der vier V-Kröpfungen aus der Ebene heraus um 90 Grad gedreht werden, indem eine Kröpfung aus der Mittenebene hochgedrückt wird, eine andere Kröpfung herunter. Eine Crossplane-Kurbelwelle ist somit teurer herzustellen. Eine Alternative für geringer belastete Motoren ist das Gießen, oft heute als Hohlformgießen ausgeführt.

## Geschichte, Besonderheiten
Erste Achtzylinder-Motoren wurden schon in den 1910er Jahren eingesetzt, zunächst für Rennzwecke, später in Luxus-Automobilen, zuerst in der Reihenbauweise. Sehr früh auch wurden Reihen-Achtzylindermotoren für Wettbewerbszwecke in Vierventil-Technik ausgeführt.
Größte Verbreitung fanden V8-Motoren in den USA, als in den 1930er Jahren Ford mit dem Nachfolger des T-Modells, dem Ford Model A, auch einen seitengesteuerten V8 (SV) mit 90 PS anbot.
In den 1920er und 1930er Jahren gab es mehrere Angebote hauptsächlich britischer Anbieter von Achtzylinder-Motoren mit Knight-Schiebersteuerung. Diese Motoren arbeiten nahezu unhörbar.
Achtzylinder-Motoren erreichten hohe technische Reife bei europäischen PKW-Anbietern, die die Motoren mit Benzineinspritzung ausstatteten (Mercedes-Benz W100 ab 1963), mit obenliegenden Nockenwellen und Vierventiltechnik (Aston Martin, Ferrari, Maserati ab den 1960ern), mit verstellbaren Nockentrieben (Mercedes-Benz ab 1989) und mit Doppelzündung (Daimler-Chrysler ab 1998), sowie mit Turbolader ab den 2000er Jahren.
Anfang der 1990er Jahre wurden Achtzylinder-Motoren aufgrund von Wettrüsten zwischen den Autoherstellern auch in PKW der oberen Mittelklasse eingeführt (BMW 5er, Mercedes-Benz E-Klasse, Audi A6, Lexus GS). Ab ca. 2010 waren die Achtzylinder-Motoren jedoch nach und nach aufgrund von Downsizing nur noch den Spitzenmodellen der jeweiligen Baureihe vorbehalten oder verschwanden wieder komplett aus der Motorenpalette der oberen Mittelklasse.
Achtzylinder wurden in der Vergangenheit auch als Boxermotoren gebaut, als H-Motoren mit zwei verbundenen Vierzylinder-Boxermotoren übereinander, als Zweitakter (bis heute vor allem als Außenborder-Bootsmotoren), als W-Motoren (zwei VR4-Bänke, VW Passat W8 um 2003) und als Druckluft-Motoren (für Torpedos).

## Gegenwart und Zukunft der Achtzylinder-Motoren
Der Achtzylindermotor ist gegenüber Motoren kleinerer Zylinderzahl mit einer höheren Reibleistung behaftet, die für gleiche nutzbare Leistung einen höheren Mitteldruck erfordert und damit zu Verbrauchsnachteilen führt. Insgesamt ist daher im Wege der Downsizing-Bestrebungen zur Verringerung der CO2-Belastungen und Verbräuche der Achtzylinder-Motor als Kraftfahrzeug-Antrieb im Rückgang. Der Achtzylinder wird insbesondere ohne Turbolader als veraltete Technik angesehen. Immer häufiger wird er bei neu herauskommenden Fahrzeugangeboten daher von turbo-aufgeladenen Sechszylinder-Motoren mit Direkteinspritzung abgelöst.
Nach Stand 2018 findet er sich bei Neukonstruktionen nur noch in sehr schweren Fahrzeugen (SUV), in Hochleistungs-Sportwagen und extrem starken Limousinen. Deutsche Hersteller von V8-Motoren bei PKW sind noch Audi, BMW, und die Daimler AG. Importe von V8-PKW sind bei Toyota (Lexus), Chrysler (Jeep, RAM und Dodge) und bei Ford zu finden (Ford Mustang), sowie bei italienischen und britischen Sportwagenanbietern und Luxusfahrzeugen (Bentley, Aston Martin, Ferrari, Maserati, und Lamborghini). Solche Motoren sind nach Stand der Technik oft als V8 zudem mit Turbolader aufgeladen, was das „Package“, die Unterbringung aller zum Betrieb erforderlichen Aggregate, extrem aufwendig und Reparaturen ungemein teuer macht, da die aufwendige Peripherie solcher Motoren durch die zwei Zylinderbänke fast durchgehend zweimal unterzubringen ist (Turbolader, Ladeluftkühlung).
Bei Lkws gibt es nach Überschreiten der 500-PS-Grenze bei aufgeladenen Sechszylinder-Dieseln kaum noch einen Grund für die Nutzung von V8-Motoren. Diese Motoren werden in kleinen Stückzahlen weiter gebaut werden, um in Zugmaschinen für Schwertransporte und Schienenfahrzeuge sowie in Boote eingebaut zu werden, und werden abseits der Fahrzeugtechnik auch noch in Kraft-Wärme-Kopplungskraftwerken sowie bei Notstromaggregaten in Krankenhäusern genutzt. Sie werden aber die normale Fahrzeugtechnik künftig kaum noch berühren.
Eine Zukunft hat der Achtzylindermotor sicherlich noch mit mittelschnell laufenden Viertakt-Dieselmotoren als Schiffsantrieb und als Antrieb im Schienenverkehr.